# Callizonus
Callizonus är ett släkte av skalbaggar. Callizonus ingår i familjen vivlar.
Kladogram enligt Catalogue of Life:
| Callizonus | \| \| Callizonus novemdecimpunctatus \| \| \| \| \| \| Callizonus novemdecimpunctaus \| \| \| \| \| \| Callizonus regalis \| \| \| \| \| \| Callizonus spectabilis \| \| \| \| |
|            | \| \| Callizonus novemdecimpunctatus \| \| \| \| \| \| Callizonus novemdecimpunctaus \| \| \| \| \| \| Callizonus regalis \| \| \| \| \| \| Callizonus spectabilis \| \| \| \| |
|            | Callizonus novemdecimpunctatus |
|            | |
|            | Callizonus novemdecimpunctaus |
|            | |
|            | Callizonus regalis |
|            | |
|            | Callizonus spectabilis |
|            | |